# لودفيغ أويغن (دوق فورتمبيرغ)
لودفيغ أويغن (6 يناير 1731 - 20 مايو 1795)؛ كان دوق فورتمبيرغ منذ 1793 حتى وفاته في عام 1795، هو ابن الثاني لوالديه كارل ألكسندر دوق فورتمبيرغ والأميرة ماريا أوغوستا من ثورن أوند تاكسيس، أمضى لودفيغ أويغن طفولته مع شقيقيه في بلاط فريدرش الثاني ملك بروسيا، وفي عام 1743 تم تعيينه عقيدًا لسلاح الفرسان وقائدًا لفوج الفرسان الثاني.
في عام 1749 دخل في خدمة لويس الخامس عشر ملك فرنسا وأصبح مالكًا لفوج سلاح الفرسان الألماني، وخلال بداية حرب السنوات السبع بين فرنسا وإنجلترا، احتل جزيرة منورقة لصالح فرنسا في عام 1756، ونتيجة لذلك تمت ترقيته إلى رتبة ملازم أول، ولهذا أصبح ملازم عام لجيوش الملك، وفي العام التالي انضم إلى الجيش النمساوي كمتطوع وشارك في جميع الحملات اللاحقة لحرب السنوات السبع.
تزوج في 1762 تزوج زواجاً مرغنطياً وله 3 بنات، وله مراسلات مع الفيلسوف جان جاك روسو، أصبح خليفة شقيقه كارل أويغن الذي توفي في 1793 دون وريث شرعي، خلال عهده حاول إنشاء النظام التعليمي في فورتمبيرغ وفقًا للمبادئ التي وضعها روسو، وبعد أقل من عامين في 1795 توفي الدوق ولأنه له بنات أصبح شقيقه الأصغر فريدرش أويغن خليفته.